# 帕萊納 (智利)

帕萊納（西班牙語：Palena），是智利的城鎮，位於該國中南部湖大區的帕萊納省，始建於1929年2月，面積2,763.7平方公里，海拔高度353米，2012年人口1,773人，人口密度每平方公里0.64人。
43°37′0″S 71°48′0″W / 43.61667°S 71.80000°W